# عالیه ریاض
عالیه ریاض (انگلیسی: Aliya Riaz؛ زادهٔ ۲۴ سپتامبر ۱۹۹۲) بازیکن کریکت زن اهل پاکستان است.